# Dialeurodicus coelhi
Dialeurodicus coelhi là một loài côn trùng cánh nửa trong họ Aleyrodidae, phân họ Aleurodicinae.
Dialeurodicus coelhi được Bondar miêu tả khoa học đầu tiên năm 1928.